# Stéphane Desombre
Stéphane Maurice Georges Desombre (* 2. Juni 1907 in Lille; † 6. August 1981 in Breuillet) war ein französischer Abenteurer und Schriftsteller.

## Leben
Stéphane Desombre studierte in England und im Deutschen Reich sowie an der Pariser Hochschule École libre des sciences politiques. Seinen Militärdienst machte er 1927 auf eigenen Wunsch beim 1. Spahi-Regiment in Laghouat in Algerien. Aus dieser Zeit stammt sein Interesse an der Wüste Sahara. Desombre arbeitete danach zunächst im Geschäft seines Vaters, dann als Alkohol-Experte an der Pariser Handelsbörse.
Er kehrte 1933 nach Algerien zurück und unternahm gemeinsam mit Jacques Soubrier den ersten Versuch, die Sahara mit Motorrädern zu durchqueren. Ihre Route führte sie dabei von der Stadt Algier zum Gebirge Ahaggar und zurück. Desombre machte 1934 den Pilotenschein, weil er die Absicht hatte, mit dem Flugzeug über die Sahara zu fliegen. Dieses Vorhaben zerschlug sich, als Subventionen für die zivile Luftfahrt wegfielen. Das ethnographische Museum Trocadéro beauftragte ihn 1936 mit einer Sahara-Forschungsmission, die er 1937 durchführte. Die Route führte ihn zunächst von Fort-Polignac nach Djanet, von wo es mit dem Kamel weiterging. Über Bilma, Bilabrin und das Termit-Massiv erreichte er schließlich N’Guigmi. Von dort aus trat er über Niamey und Cotonou seine Heimreise an. Zu seinen Entdeckungen gehörte das Fossil eines Elefanten in der Wüste Ténéré. Er verarbeitete diese Reise später in seinem Buch La Guémira. Die Académie des sciences diskutierte Desombres Entdeckungen in ihrer Sitzung vom 13. Juni 1938. Er erfand zudem einen Ziegel aus Erdnussschalen, wofür er eine Förderung des Ministeriums für Kolonien bekam.
Während des Zweiten Weltkriegs schloss sich Desombre erneut den Spahis an. Er gründete 1941 einen Forstbetrieb in der Elfenbeinküste, dann einen weiteren im Département Seine-et-Marne. In Villeneuve-le-Roi ließ er ein Sägewerk errichten. Er wurde Eigentümer des Gutshofs Ferme-du-Maroc in Breuillet, wo er ein Gestüt für Rennpferde aufbaute. Er gab die Zucht 1975 auf und ließ Teiche auf den Weiden ausheben.
Desombres 1974 erschienener Roman L’Atlantide du Nord spielt im Jahr 1947. Er behandelt eine Liebesgeschichte mit einem Franzosen, einer Fulbe-Frau aus Niger und einer Schwedin als Protagonisten und endet tragisch mit Meningitis. L’Atlantide du Nord ist ein später Ausläufer einer von Franzosen verfassten Belletristik über Niger in der Kolonialzeit, zu der Ma femme au Niger (1919) von Édouard de Meringo, Toum (1926) von Maurice Delafosse und La grande fauve (1955) von Christian Chéry zählen. Stéphane Desombre gehörte dem Kreis um Jean d’Esme an, aus dem der Kolonialschriftstellerverband Association Nationale des Ecrivains Coloniaux et Maritimes (ANECEM) hervorging, der später in den Schriftstellerverband Association Nationale des Ecrivains de la Mer et de l’Outre Mer (ANEMOM) umgewandelt wurde.

## Werke
- Sur l’éléphant fossile du Ténéré. Gauthier-Villars, Paris 1938.
- La Guémira. Mission Alger – Lac Tchad, 1937. Mit einem Vorwort von comte Hector de Béarn. Editions Olivier Lesourd, Paris 1944.
- Djanet. Theaterstück. Uraufführung 1947.
- Aventures sahariennes. Les Nouvelles Éditions Latines, Paris 1950.
- Barout. Theaterstück. Uraufführung 1950.
- Seigneurs des sables. Bellenand, Paris 1953.
- L’Atlantide du Nord. La Pensée Universelle, Paris 1974.